# Почозеро
Почо́зеро — озеро в Плесецком районе Архангельской области (бассейн реки Онега). Относится к Двинско-Печорскому бассейновому округу. Площадь озера — 3,6 км², площадь водосбора — 3650 км². Впадает река Ундоша. Вытекает река Поча. Большая часть озера находится на территории Кенозерского национального парка.

### Топографическая карта
- Лист карты P-37-65,66 Поча. Масштаб: 1 : 100 000. Издание 1991 г.